# لوثار ميرتنز
لوثار ميرتنز (بالألمانية: Lothar Mertens)‏ هو صحفي الرأي وأستاذ جامعي ألماني، ولد في 2 يناير 1959 في ليفركوزن في ألمانيا، وتوفي في 4 ديسمبر 2006 في برلين في ألمانيا.